# Maksym Lewin
Maksym Jewhenowytsch Lewin (ukrainisch Максим Євгенович Левін; * 7. Juli 1981 in Bojarka, Oblast Kiew, Ukrainische SSR; tot aufgefunden am 1. April 2022 nahe Huta-Meschyhirska) war ein ukrainischer Fotograf und Dokumentarfilmer. Er wurde nahe der ukrainischen Hauptstadt Kiew tot aufgefunden. Nach ersten Erkenntnissen war er von russischen Soldaten erschossen worden.

## Leben
Seit seiner Jugend wollte Maksym Lewin Fotograf werden. Nach seinem Abschluss am Kiewer Polytechnischen Institut wurde er Systemingenieur. Lewin arbeitete ab 2006 für ukrainische und internationale Medien. Er war als fest angestellter Fotograf und als Journalist für die Zeitungen Kievskie Vedomosti und Gazeta 24, die ukrainischen Foto- und Nachrichtenagenturen Fotolenta und UNIAN sowie für die Nachrichtenwebsite LB.ua tätig. Lewin war Freelancer  für Focus, The Ukrainian Week, Reuters, Associated Press, BBC sowie Dokumentarfilmer bei Hromadske.tv. Er führte zahlreiche Foto- und Videoprojekte für humanitäre Organisationen durch, wie die Weltgesundheitsorganisation, die UNO, UNICEF, die OSZE, UN Women.
Die meisten seiner dokumentarischen Projekte stehen mit dem Krieg in der Ukraine in Verbindung. Seit Beginn der Separatisten-Aggressionen im April 2014 im Donbass war Lewin dort als Dokumentarfotograf tätig. Während der Kämpfe zwischen ukrainischen Truppen und von Russland unterstützten Separatisten in der Ostukraine im Jahr 2014 war es ihm gelungen, aus dem Kessel der Schlacht um Ilowajsk zu fliehen. Daraufhin rief Lewin zusammen mit seinem Freund und Kollegen Markiyan Liseyko das Dokumentationsprojekt „After Ilowajsk“ ins Leben, um das Gedenken an die Ereignisse vom August 2014 sowohl für die Soldaten und ihre Familien im Besonderen als auch für die Bürger der Ukraine im Allgemeinen zu bewahren und zu reflektieren.
Lewin galt als sehr erfahrener Fotograf. Seine Aufnahme eines zerstörten Wohnblocks in der Ortschaft Borodjanka war auf dem Titelbild einer Spiegel-Ausgabe von Anfang März.
Am Morgen des 13. März fuhr Max Lewin  nach Huta-Meschygirska und ging weiter zu Fuß in Richtung des Dorfes Moschtschun, um dort die Folgen der russischen Aggression zu dokumentieren. Kurz darauf brach der Kontakt zu ihm ab; später wurde bekannt, dass es in dieser Gegend zu heftigen Kämpfen gekommen war.
Nach dem Rückzug der russischen Besatzereinheiten wurde sein Leichnam am 1. April in der Nähe von Huta-Meschygirska von Polizisten gefunden. Der ukrainischen Generalstaatsanwaltschaft zufolge ist Lewin nach vorläufigen Erkenntnissen von russischen Soldaten erschossen worden. Die Behörde nahm nach eigenen Angaben Ermittlungen wegen eines mutmaßlichen Kriegsverbrechens und zu den genauen Todesumständen Lewins auf. Die Organisation Reporter ohne Grenzen kam nach eigenen Untersuchungen zu dem Ergebnis, Lewin und sein Begleiter seien verhört, gefoltert und „kaltblütig hingerichtet“ worden.
Maks Lewin hinterließ vier minderjährige Söhne. Er wurde am 4. April 2022 nach einer Gedenkfeier in der St.-Michaelskirche auf dem Friedhof von Bojarka beigesetzt. Die Mutter seines jüngsten Sohnes Lewko (* 12. März 2020) ist die Journalistin und Kriegsreporterin Inna Warenitzia.
Nach Angaben der Organisation Reporter ohne Grenzen war Lewin der sechste Journalist, der seit Beginn des russischen Angriffs auf die Ukraine am 24. Februar getötet wurde. Er sei unbewaffnet gewesen und habe eine Jacke mit der Aufschrift „Presse“ getragen.

## Auszeichnungen
- Verdienstorden der Ukraine (3. Klasse) für einen bedeutenden persönlichen Beitrag zur Entwicklung des inländischen Journalismus, langjährige beharrliche Arbeit und hohe Professionalität (5. Juni 2015)[21][22]
- Orden für Tapferkeit (3. Klasse) für persönlichen Mut und selbstloses Handeln, bewiesen während der Berichterstattung über die russische Aggression (3. April 2022, postum)[23]

## Retrospektive
Das Zentrum für verfolgte Künste in Solingen zeigt – nur wenige Wochen nach seinem Tod – die Ausstellung Deadlines. Kriegsbilder des ukrainischen Fotojournalisten Maks Levin 1981–2022.